# Музей леквару
Музей ле́квару — музей та дегустаційний зал леквару у селі Ботар Берегівського району Закарпатської області.

## Історія та сьогодення музею
Музей леквару (сливового повидла), створений за ініціативою Павла Тизеша — власника фермерського господарства «Тизеш», який добре відомий в Україні як виробник органічних продуктів харчування, які реалізуються під торговельною маркою «Пан Еко» і на нинішній день є першим в Україні та у Східній Європі в загалом.
Відкриття музею леквару відбулося 17 квітня 2012 року за участю високопосадовців Закарпатської обласної ради, Виноградівської РДА, почесних гостей з-за кордону та численної громади села. Музичний супровід свята з угорськими народними піснями забезпечив відомий у Закарпатті — фольклорний гурт «Кокош бондо» з села Пийтерфолво.
Інтер'єр музею оформлено місцевим скульптором Михайлом Колодкою, а також він є автором пам'ятника свині-мангалиці, що встановлений зліва від входу до музею, а справа, від того ж таки входу встановлено пам'ятник леквару. Зокрема, визначне місце займає тематична картина із закарпатським лекваром, подарована Тизешу першим заступником губернатора краю Іваном Бушком.
В одній кімнаті розташовано експозицію музею, де представлено понад двадцять видів закарпатського леквару, шість з яких — на дегустаційній тарілці у національному горському стилі. З часом планується збільшити кількість видів леквару до 200 видів. Крім традиційного, тут представлено усілякі екзотичні джеми — з манго, дині, ківі, помаранчів та багатьох інших з більш ніж 28 країн світу, які вражають своєю різноманітністю: від близької нам Угорщини, до заокеанської Чилі. Про що інформує відвідувача керамічна «повидлова» мапа світу, складена з позначок, де і яке повидло виробляють.
У другій кімнаті знаходиться дегустаційна зала, де можна скуштувати як сам леквар, так й копчене м'ясо місцевої породи свиней — мангалиці та автентичної породи корів — угорської сірої (угор. Magyar szürke szarvasmarha), екологічно чисті соки та багато іншого, а також страви угорської кухні.
Перша дегустаційна зала леквару увійшла до туристичного маршруту «Солодке Закарпаття», створеного за ініціативи науковців кафедри туризму Ужгородського національного університету, сайту турінформ Закарпаття та за сприяння керівників кількох закладів громадського харчування краю. За цим маршрутом відвідують також винні підвали, музей меду та гастрономічні фестивалі.

## Галерея

Пам'ятник свині-мангалиці
Дегустаційний зал